# Sandys Parish

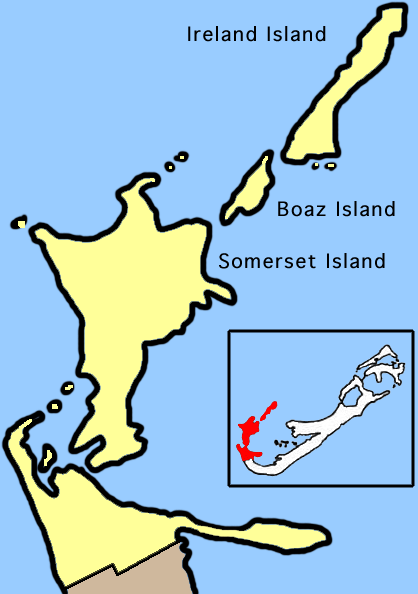
Lage von Sandys Parish innerhalb der Bermudas

Sandys Parish bezeichnet ein 5,8 km² großes Verwaltungsgebiet von Bermuda mit 6983 Einwohnern (2016).
Der in deutschsprachigen Staaten mit einem Landkreis vergleichbare Parish liegt im Nordwesten der bermudischen Inselkette. Zum Verwaltungsbezirk zählen vor allem die Inseln Ireland Island North, Ireland Island South, Boaz Island und Somerset Island sowie kleine Teile im Südwesten der Hauptinsel Grand Bermuda. Sandys Parish grenzt im Süden an den Southampton Parish.
Das Verwaltungsgebiet ist nach dem englischen Aristokraten und Staatsmann Sir Edwin Sandys (1561–1629) benannt, einem Sohn des gleichnamigen Edwin Sandys, Erzbischof von York.